# Ramon Muntaner
Ramon Muntaner (Peralada, Gerona, Catalunha, 1265 - Ibiza, Ilhas Baleares, 1336) foi um cavaleiro e escritor catalão.
Pertencia a uma família nobre. Como militar participou em campanhas nas Ilhas Baleares e na Sicília. Neste último lugar conheceu a Rogério de Flor, comandante da Companhia Catalã, um grupo de militares (chamados almogávares) que lutou no Império Bizantino contra os turcos otomanos. Foi amigo e homem de confiança de Roger, acompanhando-o nas expedições da Companhia empreendidas entre 1302 e 1307 na Grécia, Ásia Menor e Constantinopla.
Após um passo por Maiorca, foi governador da ilha de Djerba, localizada nas costas da Tunísia, entre 1309 e 1315, a serviço de Frederico II da Sicília. Estabeleceu-se depois em Valência, Maiorca e Ibiza, lugares onde ocupou cargos administrativos.
Durante sua última estadia em Valência escreveu a chamada Crónica de Muntaner, uma crónica histórica que abrange desde pouco antes do reinado de Jaime I de Aragão (1205) até a coroação de Afonso IV (1328). Sua obra revela grande admiração pela coroa de Aragão e é dominada pela ideia de que os reis eram favorecidos por Deus. O nascimento de Jaime I, por exemplo, é comparado ao de Jesus, e a tomada da Sicília da mão dos franceses por Pedro III com a liberação dos judeus do cativeiro do Egito por Moisés. As virtudes de Pedro III e do comandante almogárave, Rogério de Flor, são comparadas por Muntaner às dos herois literários Rolando e Lancelote. A coroação de Afonso IV, da qual foi testemunha como enviado de Valência, é narrada de maneira esplêndida.
Em geral, apesar de algumas inconsistências, sua Crónica é uma grande fonte histórica sobre os reis aragoneses da época, assim como sobre as ações da Companhia Catalã e suas táticas de guerra. O tom épico e a narrativa foram de grande inspiração para a historiografia catalã subsequente e também para a literatura, particularmente para o Tirante o Branco (Tirant lo Blanc), a principal novela de cavalaria do século XV catalão.